# 710 Gertrud
710 Gertrud è un asteroide della fascia principale del diametro medio di circa 26,81 km. Scoperto nel 1911, presenta un'orbita caratterizzata da un semiasse maggiore pari a 3,1262518 UA e da un'eccentricità di 0,1370433, inclinata di 1,74965° rispetto all'eclittica.
Il nome è in onore di Gertrud Rheden, nipote dello scopritore Johann Palisa.